# Sumber Mulia (Pelepat Ilir)
Sumber Mulia is een bestuurslaag in het regentschap Bungo van de provincie Jambi, Indonesië. Sumber Mulia telt 1566 inwoners (volkstelling 2010).